# Metisella kakamega
Metisella kakamega is een vlinder uit de familie van de dikkopjes (Hesperiidae). De wetenschappelijke naam van de soort is voor het eerst geldig gepubliceerd in 1976 door de Jong.